# Alejandro Cercas Alonso
Alejandro Cercas Alonso, né le 25 mai 1949, est un homme politique espagnol, membre du parti socialiste ouvrier espagnol (PSOE).

## Biographie
Il est élu député européen lors des élections européennes de 1999, et réélu en 2004 et en 20092014. Il siège alors au sein du groupe du Parti socialiste européen, devenu l'Alliance progressiste des socialistes et démocrates au Parlement européen en 2009. Durant ses trois mandats il est membre de la commission de l'emploi et des affaires sociales. Il a pris position en faveur d'une Europe fédérale en soutenant le manifeste du Groupe Spinelli.
Alejandro Cercas est le cousin de l'écrivain Javier Cercas.